# 공승연
공승연(본명: 유승연, 1993년 2월 27일~)은 대한민국의 배우이다.

## 학력
- 정자초등학교
- 이목중학교
- 수도여자고등학교
- 성신여자대학교 미디어영상연기학과(졸업)

## 성장 과정
공승연은 1993년 2월 27일 3녀 중 장녀로 수원에서 태어났다. 아버지는 약 20년 한식 요리 경력을 자랑하는 유창준 셰프이다
자매로는 첫째 동생 유서연(1994년생), 둘째 동생이자 막내 동생 정연(1996년생)이 있다. 첫째 동생인 유서연은 일반인이며 막내 동생 정연(1996년생)이 JYP 엔터테인먼트 연습생 공채 6기 오디션에서 발탁되어, 2015년 여성 그룹 트와이스 멤버로 데뷔한 트와이스의 멤버이다. 고등학교를 거쳐 성신여자대학교 미디어영상연기학과를 졸업했다.

## 경력
공승연은 2004년 초등학생 6학년 때 나간 가야금 대회에서 SM 엔터테인먼트 관계자의 눈에 띄어 캐스팅 되었다. 그녀는 2005년 SM 청소년베스트 선발대회에서 외모짱 1위로 선발되면서 2012년까지 'SM' 연습생으로 오랜기간 가수 데뷔를 준비했고, 그룹 에프엑스와 레드벨벳 멤버들과 함께 연습생 생활을 지냈다.
공승연은 2012년 유한킴벌리 ‘화이트’ 광고 모델로 정식 데뷔했다. 그녀는 드라마 "아이러브 이태리"에 출연을 계기로 뒤늦게 자신의 재능을 발견하고 연기자로 전향했다. 이후 SM을 나와 현재 소속사 유코컴퍼니로 이적하였다
그녀는 이후 여주인공 세나와 경쟁하는 노력파 연습생 서윤지 역할을 연기한 "내겐 너무 사랑스러운 그녀"(2014), 평범한 가정의 첫째 딸로 아나운서를 꿈꾸는 서누리 역할을 연기한 "풍문으로 들었소"(2015) 등의 드라마에 조연으로 출연하며, 시청자에 얼굴을 알렸다. 2015년 MBC 리얼리티 프로그램 "우리 결혼했어요 시즌 4"에 씨엔블루의 이종현과 고정 출연하였다.
2015년 10월부터 2016년 3월까지 인기리에 방송 된 사극 드라마 "육룡이 나르샤"에서 훗날 조선 3대왕 태종의 비(妃)가 되는 민다경 역할을 연기했고, SBS 연기대상 뉴스타상을 수상했다. 이후 그녀는 김민석, 여동생 정연과 "SBS 인기가요"의 진행을 맡았다. 2016년 공승연은 중국 웹 드라마 "마이 온리 러브송"과 드라마 "마스터 - 국수의 신"에 출연했다.

## 출연 작품

### 드라마
| 연도        | 방송사  | 제목                           | 역할                   | 비고                       |
| ----------- | ------- | ------------------------------ | ---------------------- | -------------------------- |
| 2012        | tvN     | 아이러브 이태리                | 미미                   |                            |
| 2014        | SBS     | 내겐 너무 사랑스러운 그녀      | 서윤지                 |                            |
| 2015        | SBS     | 풍문으로 들었소                | 서누리                 |                            |
| 2015 ~ 2016 | SBS     | 육룡이 나르샤                  | 민다경 (원경왕후 민씨) |                            |
| 2016        | KBS2    | 마스터 - 국수의 신             | 김다해                 |                            |
| 2016        | KBS2    | 마음의 소리                    | 조석의 사촌동생        | 17~18회, 특별출연          |
| 2017        | tvN     | 내성적인 보스                  | 은이수                 |                            |
| 2017        | Netflix | 마이 온리 러브송               | 송수정                 | 2016년 사전제작, 웹 드라마 |
| 2017        | tvN     | 써클: 이어진 두 세계           | 한정연 / 블루버드      |                            |
| 2017        | OCN     | 멜로홀릭                       | 간호사                 | 특별출연                   |
| 2017        | JTBC    | 한여름의 추억                  | 최현진의 약혼녀        | 특별출연                   |
| 2018        | KBS2    | 너도 인간이니?                 | 강소봉                 | 2017년 사전제작            |
| 2019        | JTBC    | 꽃파당: 조선혼담공작소         | 개똥                   |                            |
| 2021        | tvN     | 드라마 스테이지 - 대리인간     | 신서림                 |                            |
| 2021        | tvN     | 불가살                         | 단솔 / 민시호          |                            |
| 2022        | SBS     | 소방서 옆 경찰서               | 송설                   | 12부작                     |
| 2023        | SBS     | 소방서 옆 경찰서 그리고 국과수 | 송설                   | 12부작                     |
| 2025        | Netflix | 악연                           |                        |                            |
| 미정        | 미정    | 여행을 대신해 드립니다         |                        |                            |

### 영화
| 연도 | 제목             | 역할   | 비고    |
| ---- | ---------------- | ------ | ------- |
| 2018 | 별리섬           | 정석   |         |
| 2021 | 혼자 사는 사람들 | 진아   |         |
| 2021 | Re-BORN(리-본)   | 승범   | 러브 씩 |
| 2024 | 핸섬가이즈       | 김미나 |         |

## 연기 외 활동

### 텔레비전 프로그램
| 연도      | 방송사 | 제목                                    | 역할                                  | 비고                            |
| --------- | ------ | --------------------------------------- | ------------------------------------- | ------------------------------- |
| 2015      | MBC    | 우리 결혼했어요 시즌 4                  | 고정 출연 (with 이종현)               | 2015.03.14~2015.08.29 방송      |
| 2015      | KBS2   | 대국민 토크쇼 안녕하세요                | 게스트 출연                           | 237회, 2015.08.10 방송          |
| 2015      | SBS    | 일요일이 좋다 - 런닝맨 (짝꿍 레이스 편) | 게스트 출연                           | 268회 2015.10.11 방송, 최종우승 |
| 2016~2017 | SBS    | 인기가요                                | MC (with 정연, 김민석)                | 2016.07.03~ 2017.1.22           |
| 2016      | KBS2   | 설특집 우리는 형제입니다                | 게스트 출연                           | 2016.02.08.~2016.02.09 방송     |
| 2016      | KBS2   | 음식탐정                                | 게스트 출연 (with 아버지 유창준 셰프) | 2016.10.05 방송                 |
| 2016      | tvN    | 먹고자고먹고 끄라비편 시즌 2            | 고정 출연 (with 이승훈)               | 2016.11.29.~2016.12.13 방송     |
| 2017      | 채널A  | 사심충만 오!쾌남                        | 게스트 출연                           | 2017.6.11.-2017.6.18 방송       |
| 2019      | JTBC   | 한끼줍쇼                                | 게스트 출연                           | 2019.9.4. 방송                  |
| 2020      | SBS    | 정글의 법칙                             | 게스트 출연                           | 2020.9.27.-2020.10.17 방송      |
| 2021      | tvN    | 도레미마켓                              | 게스트 출연                           | 2021.12.18 방송                 |
| 2022      | SBS    | 꼬리에 꼬리를 무는 그날 이야기          | 게스트 출연                           | 2022.12.22 방송                 |
| 2023      | SBS    | 꼬리에 꼬리를 무는 그날 이야기          | 게스트 출연                           | 2023.8.3 방송                   |
| 2024      | tvN    | 놀라운 토요일 도레미마켓                | 게스트 출연                           | 2024.06.29 방송                 |

### 웹예능
| 연도 | 방송사 | 제목   | 역할   | 비고                  |
| ---- | ------ | ------ | ------ | --------------------- |
| 2024 | 유튜브 | 감별사 | 게스트 | 2024년 11월 30일 방송 |

### 라디오 프로그램
| 연도 | 방송사   | 제목                                   | 역할        | 비고 |
| ---- | -------- | -------------------------------------- | ----------- | ---- |
| 2016 | MBC FM4U | 테이의 꿈꾸는 라디오 - 코너 '레드카펫' | 게스트 출연 |      |

### 뮤직 비디오
| 연도 | 가수   | 제목            | 비고   |
| ---- | ------ | --------------- | ------ |
| 2012 | 써니힐 | 〈Do It〉       |        |
| 2014 | 2AM    | 〈나타나 주라〉 | [ 16 ] |
| 2015 | 신승훈 | 〈이게 나예요〉 | [ 17 ] |

### 광고
| 연도          | 기업명         | 제품명                  | 종류          | 공동 출연               |
| ------------- | -------------- | ----------------------- | ------------- | ----------------------- |
| 2012          | 유한킴벌리     | 화이트                  | 생리대        |                         |
| 2012          | 나이키         | 나이키 - 우먼 레이스 편 | 스포츠 브랜드 |                         |
| 2015          | LG생활건강     | 비욘드                  | 화장품        | 김수현                  |
| 2015          | LG생활건강     | VDL                     | 화장품        | 아시아 전역 모델        |
| 2015          | LG유플러스     | LTE비디오포털           | 이동통신      |                         |
| 2015          | 킹닷컴         | 파라다이스베이          | 모바일게임 앱 |                         |
| 2015~2016     | (주)세정       | 센터폴                  | 아웃도어      | 원빈(2015) 박해진(2016) |
| 2015~2016     | (주)야놀자     | 야놀자                  | 숙박 앱       | 송재림                  |
| 2015~ (현재)  | (주)아이올리   | 플라스틱 아일랜드       | 여성 의류     |                         |
| 2016          | 빙그레         | 따옴                    | 음료(주스)    | 한채아                  |
| 2016          | 삼성증권       | 삼성증권 mPOP           | 증권          |                         |
| 2016~2017     | LG생활건강     | 캐시캣                  | 화장품        |                         |
| 2017          | 넥슨           | 던전앤파이터            | 온라인게임    | 권혁수                  |
| 2017          | 농심           | 너구리                  | 라면          |                         |
| 2017 ~ (현재) | 일동에스테틱스 | 네오벨                  | 의료미용      |                         |

### 홍보대사
| 연도      | 홍보대사명                    | 비고                                                                        |
| --------- | ----------------------------- | --------------------------------------------------------------------------- |
| 2014~현재 | 대한결핵협회 홍보대사         | 결핵예방 및 퇴치사업 홍보를 위한 각종 활동과 크리스마스 씰 모금 캠페인 참여 |
| 2015      | '송해 90수 헌정공연' 홍보대사 |                                                                             |
| 2016      | DMZ국제다큐영화제 홍보대사    | [ 19 ]                                                                      |

### 앨범
| 연도 | 앨범명      | 비고 |
| ---- | ----------- | ---- |
| 2018 | 영화 별리섬 | OST  |

## 수상 및 후보
| 연도 | 시상식                        | 부문                                        | 작품                           | 결과 | 출처   |
| ---- | ----------------------------- | ------------------------------------------- | ------------------------------ | ---- | ------ |
| 2005 | SM 청소년 베스트모델 선발대회 | 외모짱 부문 1위                             | 빈칸                           | 수상 | [ 20 ] |
| 2015 | SBS 연기대상                  | 뉴스타상                                    | 풍문으로 들었소, 육룡이 나르샤 | 수상 | [ 21 ] |
| 2016 | SBS 연예대상                  | 여자 신인상                                 | 인기가요                       | 수상 | [ 22 ] |
| 2016 | KBS 연기대상                  | 여자 신인연기상                             | 마스터 - 국수의 신             | 후보 |        |
| 2017 | 제53회 백상예술대상           | TV부문 여자 신인연기상                      | 마스터 - 국수의 신             | 후보 |        |
| 2017 | 제53회 백상예술대상           | TV부문 여자 인기상                          | 마스터 - 국수의 신             | 후보 |        |
| 2017 | 제1회 더 서울어워즈           | 드라마부문 여자 신인상                      | 내성적인 보스                  | 후보 | [ 23 ] |
| 2017 | 제2회 아시아 아티스트 어워즈  | 뉴웨이브상                                  | 써클: 이어진 두 세계           | 수상 |        |
| 2018 | KBS 연기대상                  | 여자 네티즌상                               | 너도 인간이니?                 | 후보 |        |
| 2018 | KBS 연기대상                  | 베스트 커플상 (with 서강준)                 | 너도 인간이니?                 | 수상 |        |
| 2018 | KBS 연기대상                  | 중편드라마부문 여자 우수연기상              | 너도 인간이니?                 | 후보 |        |
| 2019 | 제14회 숨피 어워즈            | 베스트 커플상 (with 서강준)                 | 너도 인간이니?                 | 후보 |        |
| 2021 | 제22회 전주국제영화제 시상식  | 한국경쟁부문 배우상                         | 혼자 사는 사람들               | 수상 |        |
| 2021 | 제15회 아시안 필름 어워즈     | 신인배우상                                  | 혼자 사는 사람들               | 후보 |        |
| 2021 | 제42회 청룡영화상             | 신인여우상                                  | 혼자 사는 사람들               | 수상 |        |
| 2022 | 제58회 백상예술대상           | 영화부문 여자 신인연기상                    | 혼자 사는 사람들               | 후보 |        |
| 2022 | SBS 연기대상                  | 미니시리즈 장르/판타지 부문 여자 우수연기상 | 소방서 옆 경찰서               | 수상 |        |
| 2023 | SBS 연기대상                  | 시즌제 드라마 부문 여자 최우수연기상        | 소방서 옆 경찰서 그리고 국과수 | 후보 |        |
| 2024 | 제45회 청룡영화상             | 여우조연상                                  | 핸섬가이즈                     | 후보 |        |
| 2025 | 제61회 백상예술대상           | 영화부문 여자 조연상                        | 핸섬가이즈                     | 후보 |        |
| 2025 | 제4회 청룡 시리즈 어워즈      | 여우조연상                                  | 악연                           | 후보 |        |